# Бутовая кладка

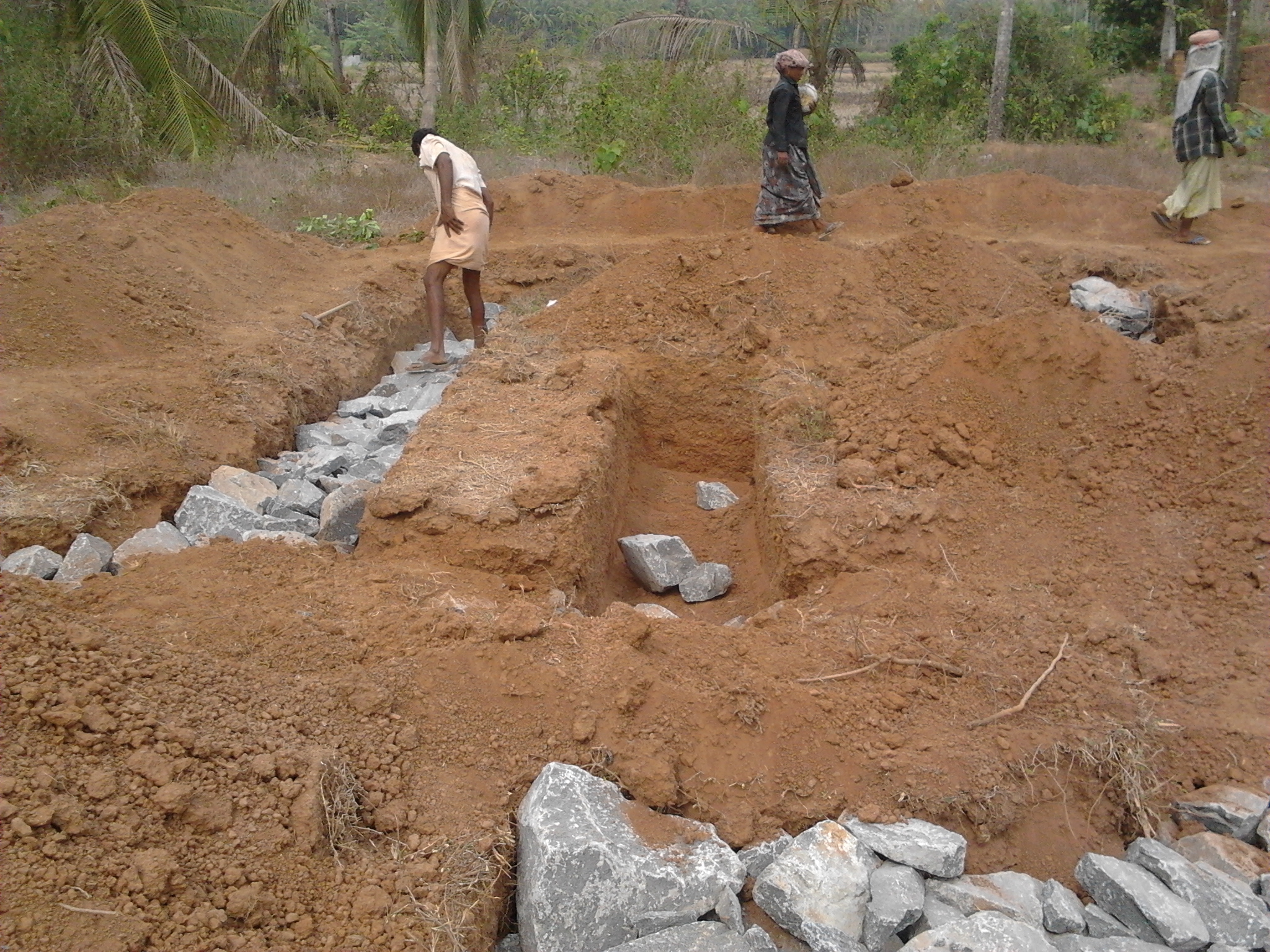
Устройство ленточного фундамента. Укладка бутового камня в траншею

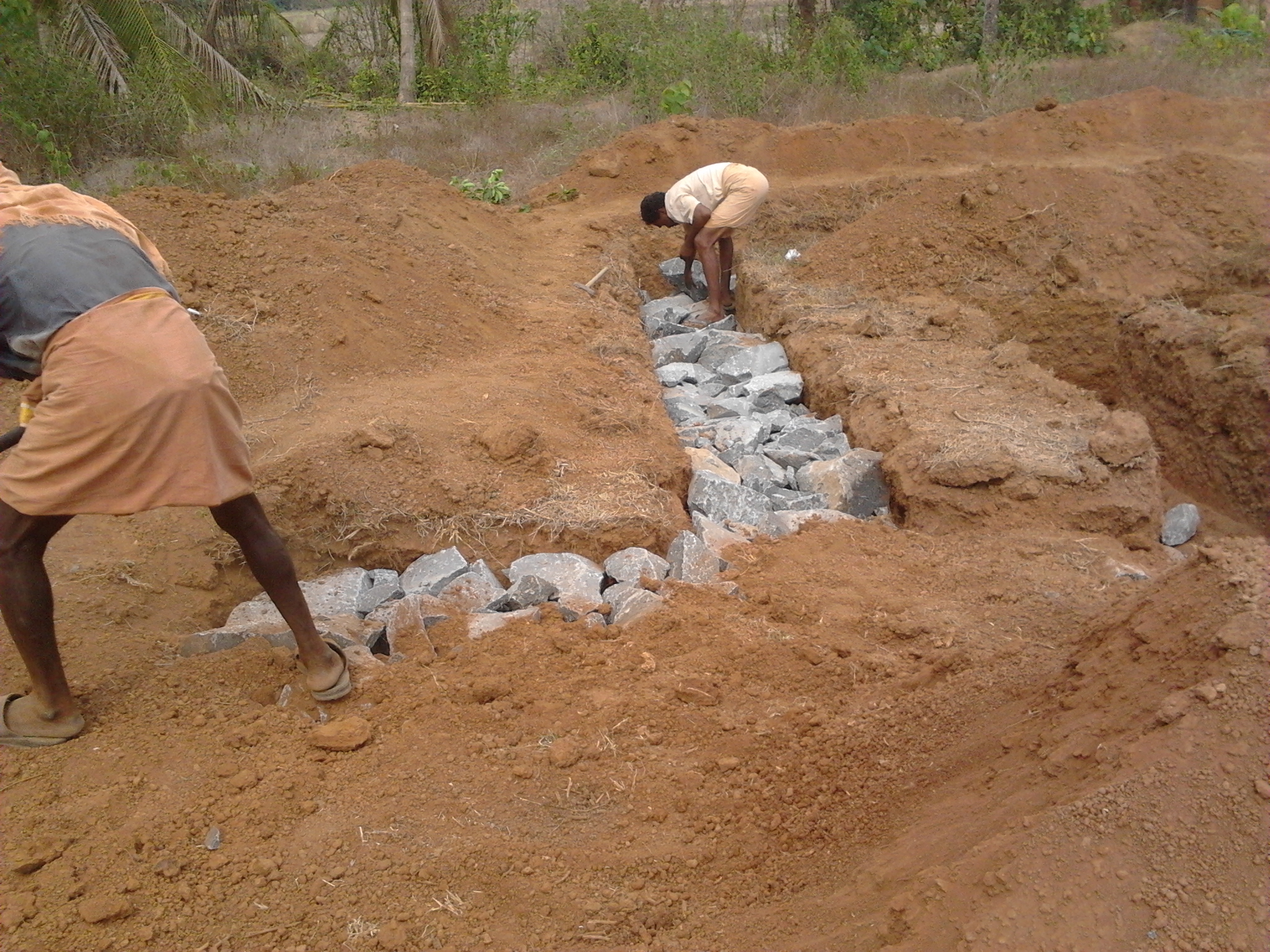
Устройство ленточного фундамента. Укладка бутового камня в траншею

Бутовая кладка — каменная кладка, основу которого составляют крупные (до полуметра в поперечнике) неровные куски плитнякового и постелистого рваного камня — бута (и его разновидностей — булыжника, глыбы), — главным образом плотные горные породы: известняк и ракушечник, песчаник, доломит, гранит, диорит, базальт, туф
.

## Применение
Бутовая кладка применяется для ленточных фундаментов небольших строений, подпорных стен и для строений в целом. Различают ленточный фундамент из бутовой и бутобетонной кладки. Для сооружения массивных фундаментов, опор мостов и подпорных стен применяется преимущественно массивовая кладка. В сухую и жаркую погоду за конструкциями из бута и бутобетона ведётся уход как за монолитными бетонными конструкциями.

## Классификация
Бутовая кладка — кладка из естественных камней неправильной формы. Рациональной является кладка «под лопатку», когда под каждый камень расстилается лопаткой раствор, на который камень укладывается и осаживается рукояткой мастерка. Пустоты, образующиеся между отдельными камнями, заполняются щебнем на растворе. С наружной стороны укладывается постелистый камень крупных размеров и по возможности одинаковой высоты (верстовой ряд), причём сначала производится верстовка насухо с грубой приколкой камней. Выделяют следующие способы кладки:
- под лопатку — выполняется горизонтальными рядами толщиной 25 см. Камни первого ряда укладываются на основание и утрамбовывают. В первом ряду сначала заполняется пространство между камнями щебнем, после чего заливается раствор. В последующих рядах камни заливаются жидким раствором, в который помещают щебень. Горизонтальные ряды кладки укладывают на раствор толщиной 3—4 см. Для ровных стен кладки может применяться опалубка, в этом случае не обязательно подбирать камни с плоскостями. Виброуплотнение повышает прочность кладки под лопатку на 20—25 %[~ 1][5].
- Под скобу — разновидность способа под лопатку. Используется при возведении простенков и столбов, выполняется из камней одинаковой высоты, подбираемых с помощью шаблона[~ 1][~ 1].
- под залив — выполняется горизонтальными рядами толщиной 25—20 см. Отсутствует подбор камня. Выполняется в опалубке, кроме случаев возведения в траншее высотой до 1,25 м при плотном грунте. Камни первого ряда укладываются на основание и утрамбовывают. В ряду сначала заполняется пространство между камнями щебнем, после чего заливается раствор. Фундамент из кладки под залив допускается только для зданий до 10 м при непросадочных грунтах[~ 1][~ 3][~ 1].

Классификация кладки по материалам:
- Бутовая слоистая кладка — тип древней каменной кладки.
- Бутовая булыжная кладка — тип древней сухой каменной кладки.
- Бутобетонная кладка — бетонная смесь с утопленными в ней бутовыми камнями; смесь малоподвижная с осадкой конуса 3—5 см; камни размером до 30 см, но не более 1/3 толщины конструкции в количестве не более 50 % от объёма конструкции[~ 3]. Технологический процесс кладки состоит из наложения слоя бетонной смеси высотой 20 см и утапливания (вжатия) в неё бутового камня; операция повторяется до достижения проектной высоты конструкции[~ 3]. Сверху кладки выполняется выравнивающий пояс из бетона или раствора.

## Бутовая кладка

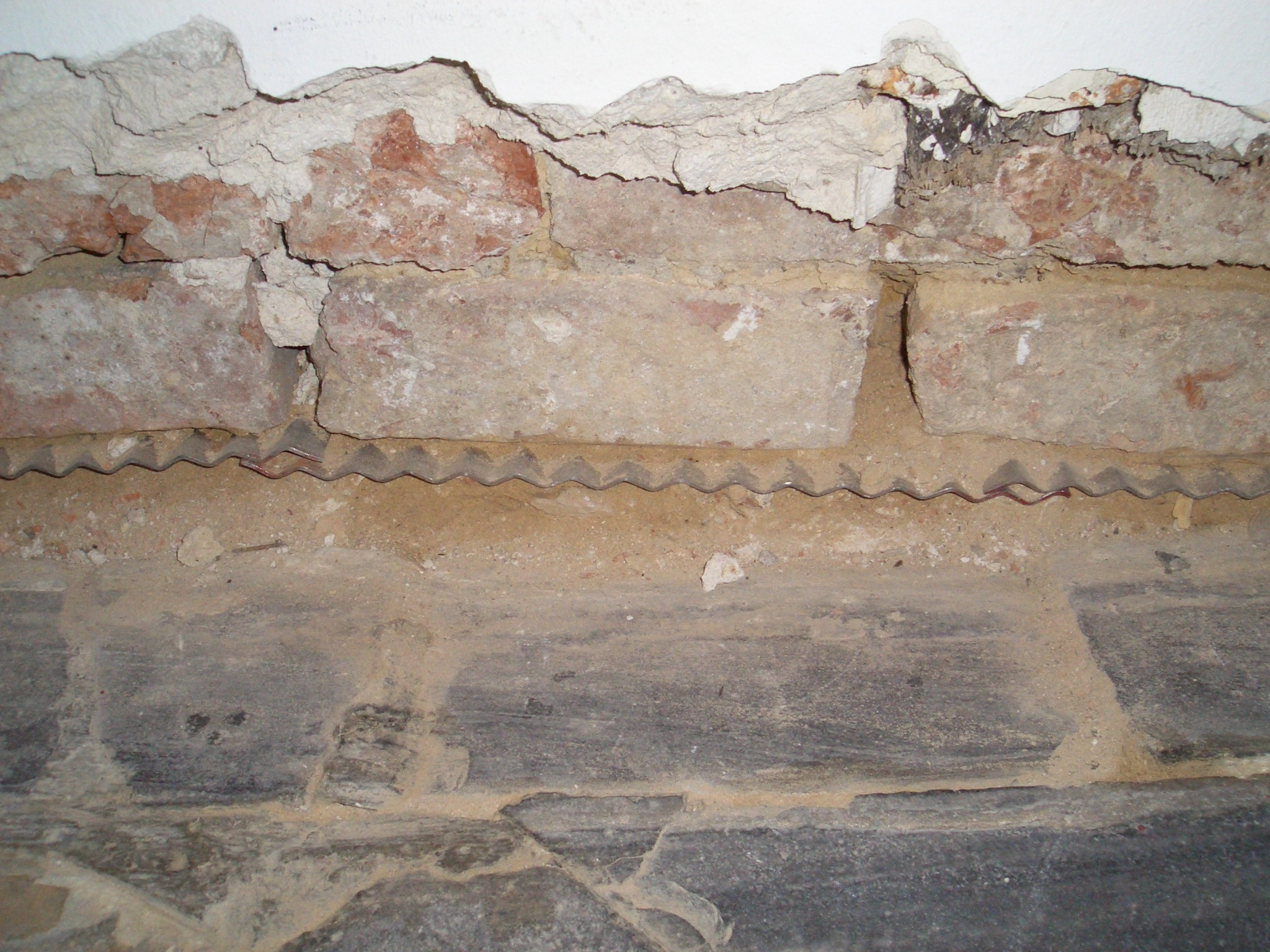
Бутовая кладка под кирпичной

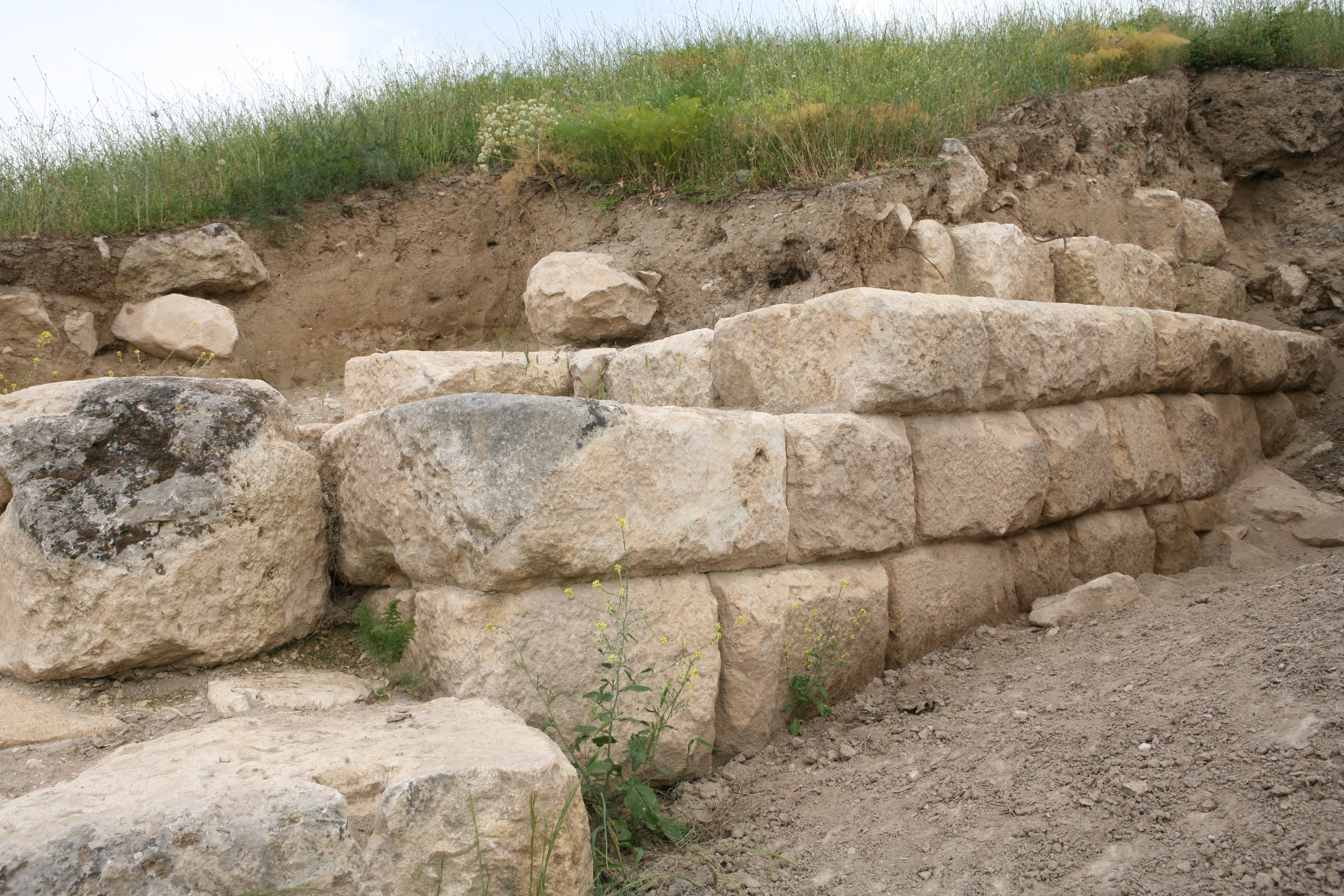
Бутовая кладка древнего Тигранакерта

Кладка бутовых ленточных фундаментов из булыжного камня ведётся только в распор со стенками траншеи. Камни укладывают вручную на растворе без опалубки.
Кладка бутовых ленточных фундаментов ведётся «под залив» в опалубке либо враспор со стенками траншеи: первый ряд крупных постелистых бутовых камней толщиной 25—30 см укладывается насухо на предварительно утрамбованный грунт с расщебёнкой, уплотнением слоя камня трамбовкой или кувалдой и заливкой жидким раствором на глине, извести или цементе, в зависимости от степени ответственности и назначения сооружения.
Бучение, или устройство из бута фундаментов производится для небольших зданий или сооружений — коттеджей, сараев, подпорных стен, стен подвалов и т. д.
Фундамент бутится прямо во рву насухо с расщебениванием каждого ряда бута толщиной 20—25 см, в зависимости от размеров камней с осколом камня с лицевой стороны кладки, с заполнением раствором пустот и перевязкой швов. Бучение нижнего слоя производится насухо, выравнивание неровностей после каждого слоя выполняется глиной; верхние 2—3 ряда заливаются известковым раствором.
Под «тяжёлые» здания бучение нижнего ряда состоит в укладке по дну фундаментного рва больших камней бута на известковом растворе и выравнивании с плотной расщебёнкой этого ряда, чтобы постели следующего приходились максимально плотно, соединения камней нижнего ряда перекрываются камнем верхнего ряда.
Бучение фундамента производится так, что по длине его с обеих сторон устанавливаются на густой извести камни, образуя посередине пустоту, которая заполняется бутом, плотно расщебенивается и заливается жидкой известью. При сыром грунте бучение фундамента производится на цементном растворе.
Под сооружения и здания, подверженные фильтрации грунтовых вод, ударам волн и значительным давлениям на фундамент, бучение фундамента производится из отборной плиты или булыжника обколотого, по одной скобе для каждого ряда, на цементном растворе, с соблюдением правильной перевязки швов, как по лицу, так и внутри фундаментной стены. Бучение стен производится из обколотой бутовой плиты или булыжника, на известковом или цементном растворе, располагая камни попеременно тычком и ложком или один ряд тычком, другой ложком, наблюдая при этом, чтобы в вертикальном направлении все швы нижнего ряда покрывались камнями верхнего ряда, то есть, необходимо соблюдение перевязки швов для предупреждения образования впоследствии трещин и расщелин.
При толщине конструкций 60—70 см бутовая кладка ведётся ярусами высотой 1,0—1,2 м; с уменьшением толщины высота яруса уменьшается.
Бутовая кладка ведётся звеном каменщиков из 2—3 человек; при толщине кладки менее 80 см работа выполняется звеном «двойка», иначе — «тройка».

### Бутовая кладка рядами
Бутовая кладка рядами — состоит из горизонтальных рядов бута, толщиной до 30 см; постели тщательно выравниваются, лицо и заусенки могут быть без обтёски; при возведении, например, цоколей жилых и общественных зданий, постели, лицо и заусенки бутовых плит обделываются чисто по наугольнику. При кладке камня проверяется горизонтальность постели, чтоб впоследствии он не лопнул.
Камни кладутся: один ряд тычком, другой ложком или попеременно; в последнем случае 1/4 камней должна составлять тычки, без чего не может быть достаточной прочности — монолитности в кладке. Ширина каждого тычка 1,5—2,0 его толщины, длина — 3-5 толщины ряда. При любом размере камня всегда швы располагаются в перевязку; образующиеся между камнями пустоты внутри стены заполняются пригнанными к их величине кусками камня и расщебениваются мелким щепаным камнем. При производстве такой кладки строго соблюдается точное исполнение перечисленного, камни ложатся на места своей натуральной постелью без подкладок, кладка камня ребром не допускается. Сопротивление кладки составляет 4/5 сопротивления камня.
Такая кладка часто, например в мостах, имеет углы из тёсового камня, её ряды соответствуют рядам облицовки и выводятся одновременно. Кладка хороша в механическом смысле для строений, где требуется большее сопротивление в наружной части стены, чем внутренней, например в поддерживающих стенах, откосных крыльях мостов и т. д. Применяется такая кладка и при возведении устоев мостов, если давление на кладку не превосходит её прочностного сопротивления в 3,5 пуда на 1 дюйм2. В этом случае облицовывают весь устой или только углы тёсаным камнем, чтобы придать строению эстетичный вид и защитить от атмосферных воздействий, ударов льдин.
При возведении фундаментов под неответственные строения (сараи) и оград допускается бутовая кладка неправильными рядами, в которой каждый ряд камня имеет разную толщину, но выровненные постели во всех камнях. Для оград и сельскохозяйственных сооружений, применяется обыкновенная бутовая кладка, возводимая не рядами, а мозаикой (см. ниже «лесбосская кладка»). При возведении фундамента из такой кладки под каменные строения применяется цементный раствор, под деревянные — известковый. Так как при такой кладке получаются неправильные швы и гнёзда, заполненные лишь раствором, то для придания приличного вида, например, ограде, заполняют малыми камешками все такие широкие швы в кладке. Сопротивление такой кладки не больше сопротивления раствора, на котором она сложена.

## Бутовая лесбосская кладка

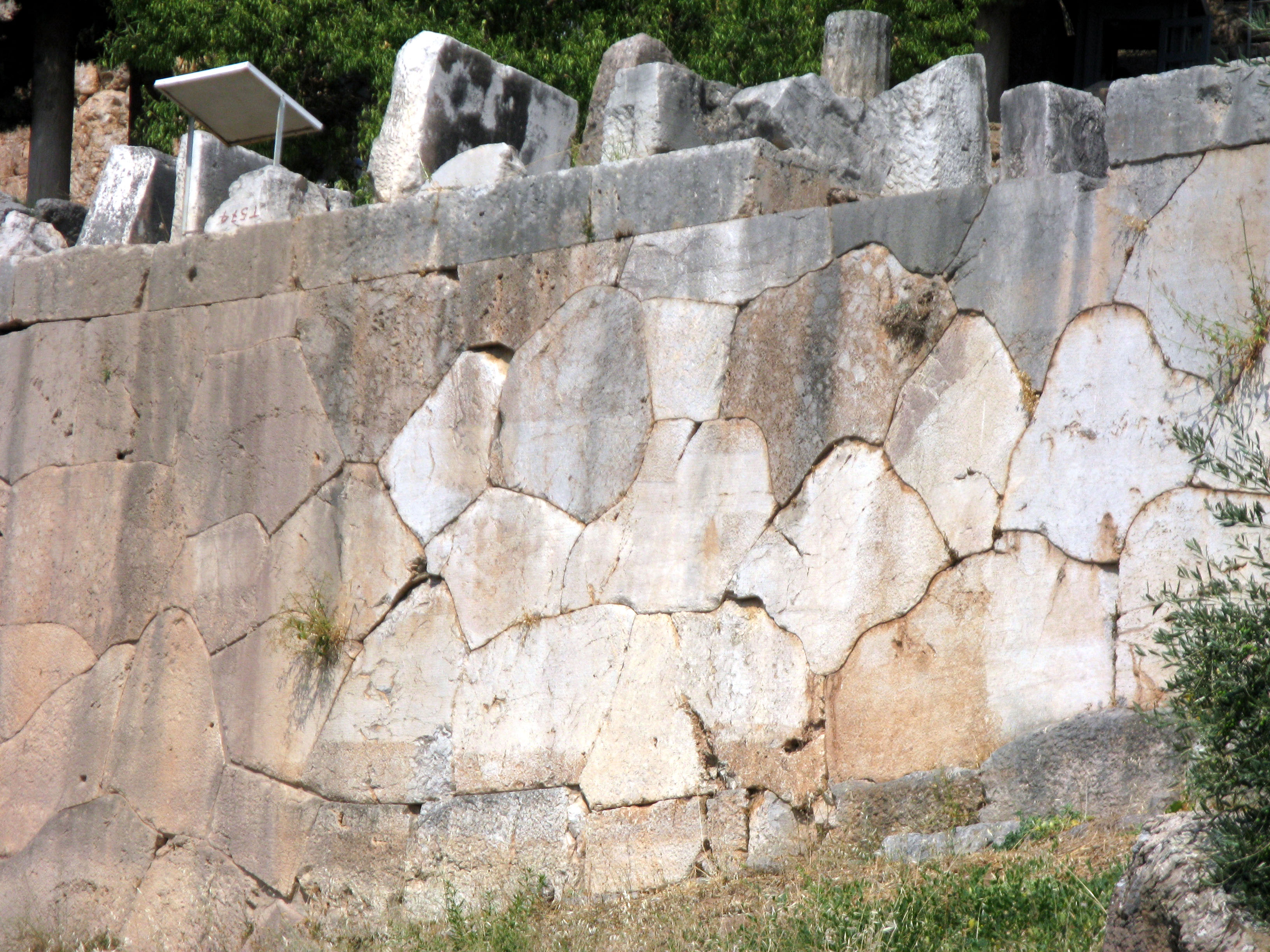
Бутовая «лесбосская кладка»

Бутовая «лесбосская кладка» именуется так по имени острова Лесбос (Греция). С этого острова по преданиям приезжали мастера, умевшие выкладывать стены с геометрией реза в виде пилы. Развалины города Эретрия с такой причудливой кладкой датируются 2-м тысячелетиям до н. э.

## Бутобетонная кладка

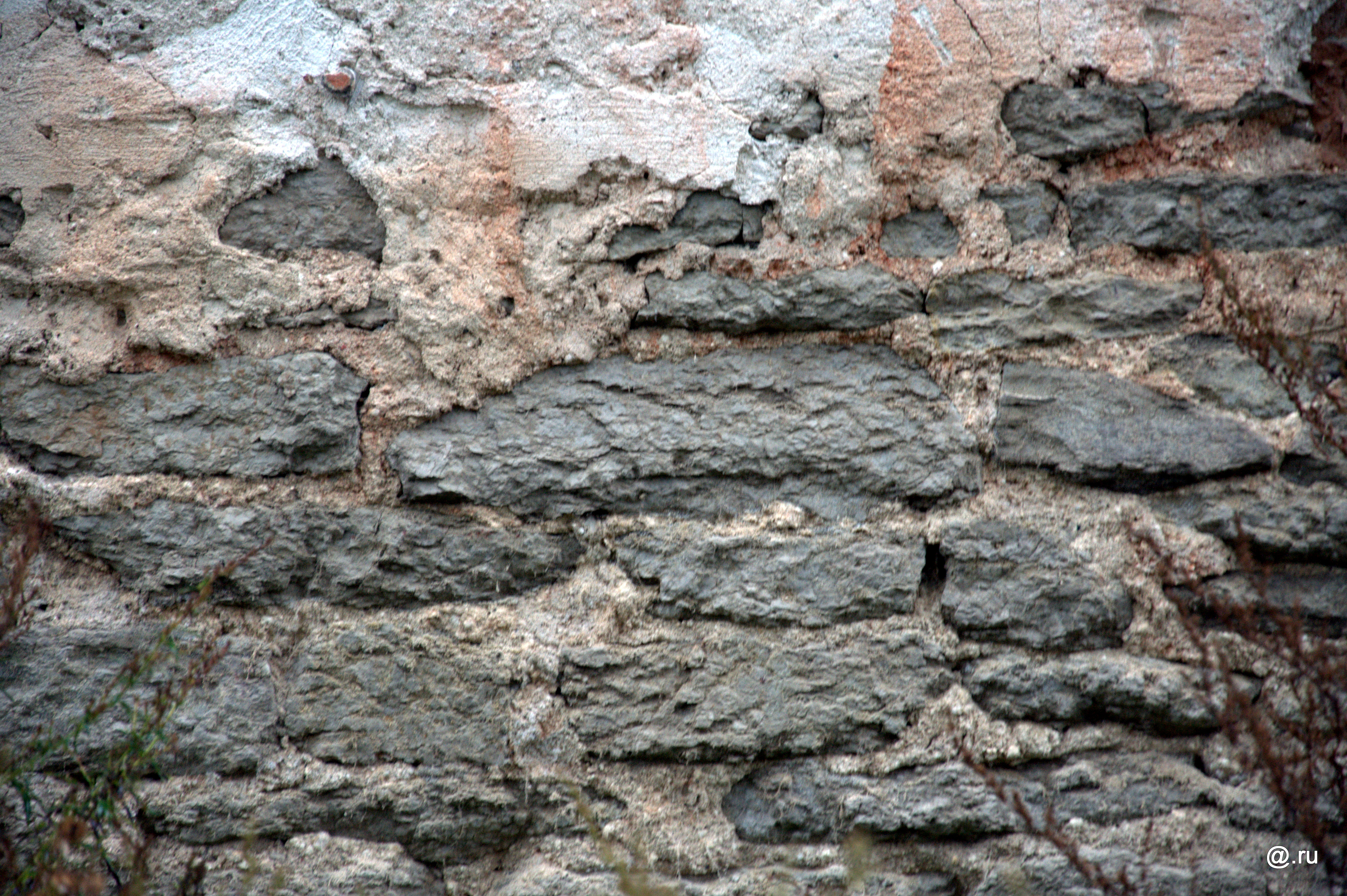
Бутобетонная кладка из обтёсанного бута

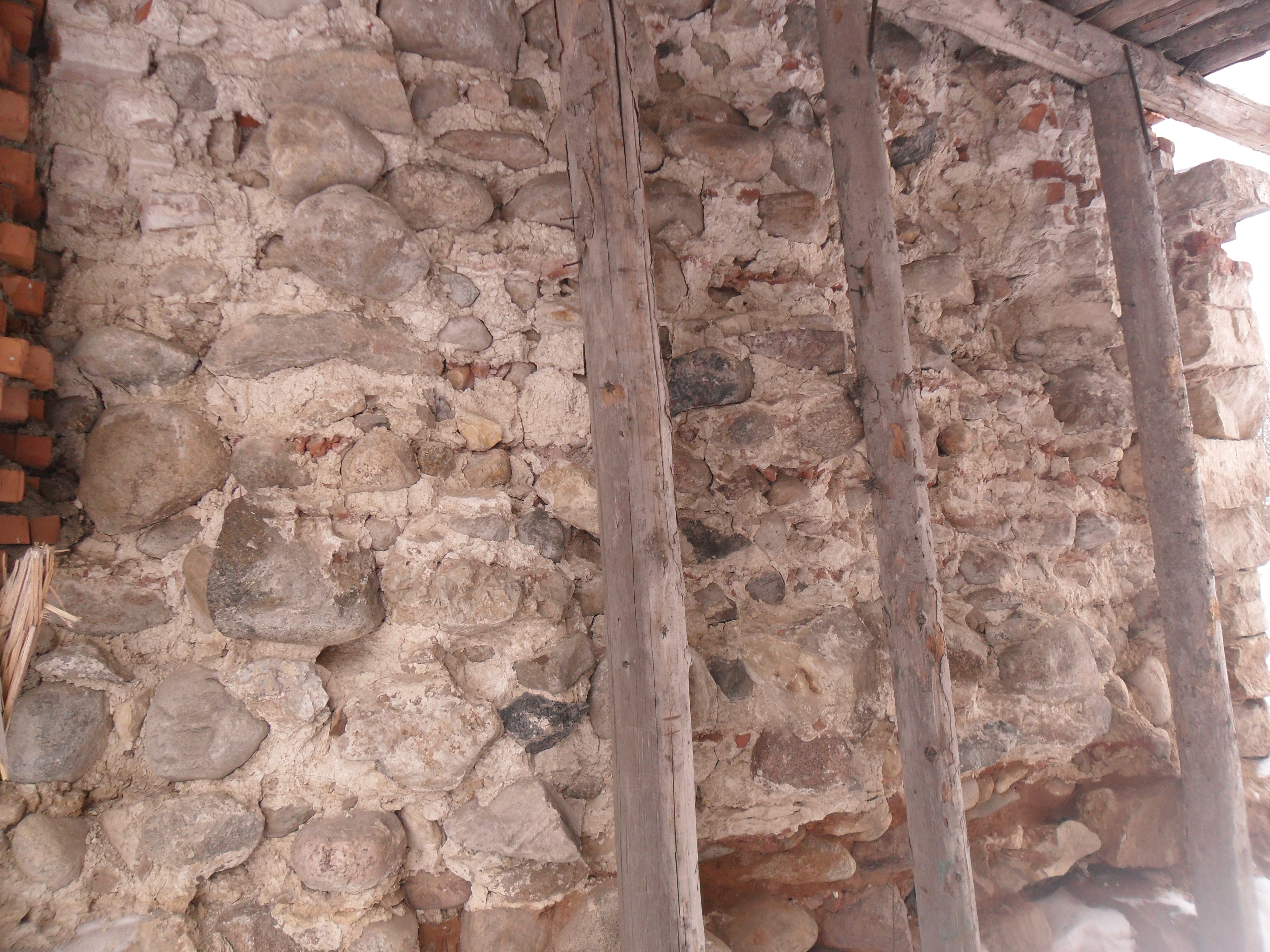
Бутобетонная кладка стены из необработанного бута

Бутобетонные фундаменты — это разновидность монолитных фундаментов, но в отличие от них при бетонировании в массу бетона, уложенного в опалубку, утапливаются бутовые камни, дающие экономию бетона без снижения прочности.
Сначала заливается бетонная смесь в опалубку слоями до 20 см и в неё втапливаются камни, размер которых не превышает 1/3 толщины кладки с расстоянием между камнями и опалубкой 5 см, затем производится уплотнение кладки послойным вибрированием. Перерывы в работе допускаются после втапливания камней в слой бетонной смеси с уплотнением.
Замораживание бутобетонной кладки допускается после набора 50 % прочности от проектной при этом не менее 7,5 МПа.
На выбор конструкции фундаментов влияют характеристики грунтов, уровень грунтовых вод на участке и тяжесть строения. При необходимости заглубления фундамента ниже уровня грунтовых вод, он защищается гидроизоляцией горизонтальной, в уровне подошвы фундамента, и вертикальной, по внутренней и наружной граням фундамента выше уровня земли.
Фундаменты возводятся в максимально короткие сроки после рытья траншей. Сразу по окончании всех строительных работ после устройства фундаментов, чтобы не допустить изменения химических и физико-механических свойств грунтов, пазухи между стенками фундаментов и траншей/котлованов засыпаются грунтом.
После устройства бутовых фундаментов и засыпки пазух между фундаментами и стенками траншеи по всему наружному периметру сооружения устраивается отмостка, для предотвращения подмачивания талыми и дождевыми водами грунта под фундаментами, вызывая их проседание.
Чтобы предотвратить просачивание влаги из земли в стены и их отсыревание, фундаменты выводятся выше уровня земли, эта часть фундамента называется цоколем. Между цоколем и стеной обязательно устраивается гидроизоляция.
Бутобетонная кладка выполняется звеном каменщиков-бетонщиков из 8 человек: двое выполняют монтаж и демонтаж опалубки, двое готовят камень и транспортируют его к месту укладки, двое укладывают бетонную смесь, двое шпигуют её камнями.

## Инструменты
В строительстве используются бутовые камни весом до 30 кг, если больше, то производится плинтовка — камни колются на более мелкие, параллельно с ней приколка — скалываются острые углы с подгонкой формы камней под параллелепипед.
Бутовая кладка выполняется тем же инструментом, что и кирпичная кладка, но с добавлением специфического инструмента — прямоугольной кувалды массой 4,8 кг, предназначенной для разбивки и околки больших камней. Для обработки камней используется молоток-кулачок массой 2,3 кг, которым скалывают острые углы, им же осаживают и расщебенивают бутовый камень при кладке.

## Правила техники безопасности
1. Камни не сбрасываются в траншеи (котлован), они подаются по желобам при отсутствии в траншеях рабочих[~ 1].
2. Для спуска рабочих в траншеи (котлован) и подъёма на подмости устанавливаются приставные лестницы с перилами или стремянки. Зимой они регулярно очищаются от снега и наледи.

## Нормативные и расчётные характеристики кладки

### Плотность и прочность кладки
Прочность кладки из камней неправильной формы значительно меньше прочности самого камня и составляет даже для кладки на растворе марки М100 из рваного бута лишь 5—8 % прочности камня. При одинаковой прочности камня и раствора прочность кладки из постелистого бута в 1,5 раза, а из камня правильной формы в 3,5 раза выше кладки из рваного бута.
Нормативная объёмная масса бутовой кладки из известняка с объёмной массой 2200—2500 кг/м3 составляет 2100 кг/м3. При расчёте также учитывается собственная масса штукатурки равная 15 кг/м2. В случае применения мокрой штукатурки её толщина принимается обычно 1,5 см; нормативная объёмная масса штукатурки из цементного или смешанного раствора — 1800 кг/м3, из известкового раствора — 1600 кг/м3.

### Расчётные сопротивления кладки
Расчётные сопротивления сжатию бутовой кладки
Расчётные сопротивления R сжатию бутовой кладки из рваного бута согласно СП 15.13330.2012.
Расчётные сопротивления сжатию бутобетонной кладки
Расчётные сопротивления сжатию R бутобетонной кладки согласно СП 15.13330.2012.
Расчётные сопротивления кладки из сплошных камней
Расчётные сопротивления кладки из сплошных камней на цементно-известковых, цементно-глиняных и известковых растворах осевому растяжению Rt, растяжению при изгибе Rtb и главным растягивающим напряжениям при изгибе Rtw, срезу Rsq при расчёте сечений кладки, проходящих по горизонтальным и вертикальным швам приведены в таблице ниже.
Расчётные сопротивления осевому растяжению бутобетонной кладки
Расчётные сопротивления осевому растяжению Rt бутобетонной кладки согласно СП 15.13330.2012.

### Модули кладки
Модули упругости и деформации кладки
Модули упругости Е0 и модули деформации Е кладки согласно СП 15.13330.2012.
Модуль сдвига кладки
Модуль сдвига кладки равен: G = 0,4E0.

### Коэффициенты кладки
Коэффициент условий работы
Расчётные сопротивления кладки сжатию, приведённые в таблицах выше, умножаются на коэффициент условий работы γc согласно СП 15.13330.2012.
Коэффициент ползучести кладки
Коэффициент ползучести кладки согласно СП 15.13330.2012.
Коэффициент линейного расширения кладки
Коэффициент линейного расширения кладки согласно СП 15.13330.2012.
Коэффициент продольного изгиба
Коэффициент продольного изгиба кладки φ согласно СП 15.13330.2012.
Коэффициент трения
Коэффициент трения кладки μ (мю) согласно СП 15.13330.2012.

### Нормативная литература
Свод правил
- ЦНИИСК им. Кучеренко — институт ОАО «НИЦ «Строительство». СП 15.13330.2012 // «Каменные и армокаменные конструкции» (Актуализированная редакция СНиП II-22-81*) / Внесён Техническим комитетом по стандартизации ТК 465 «Строительство». Утверждён приказом Министерства регионального развития Российской Федерации (Минрегион России) от 29.12.2011 № 635/5. — М., 2013. — Электронный фонд ПНТД.

Прочее
- Отдел прочности крупнопанельных и каменных зданий ЦНИИСК им. Кучеренко Госстроя СССР при участии НИИ строительной физики и института Башкиргражданпроект. Пособие к СНиП II-22-81 «По проектированию каменных и армокаменных конструкций» / Утверждено приказом ЦНИИСК им. Кучеренко Госстроя СССР от 15.08.1985 № 243/л.. — М.: ВДПП Госстроя СССР, 1989.

### Техническая литература
- Журавлёв И. П., Лапшин П. А. «Каменщик: Учебное пособие для учащихся лицеев и училищ». — 2-е, доп. и перераб. — Ростов н/Д: «Феникс», 2003. — 416 с. — (Начальное профессиональное образование). — 5000 экз. — ISBN 5-222-03437-2.
- Скалеух Н. В. «Строительство и оборудование гаража». — М.: «Цитадель», 2001. — 256 с. — 11 000 экз. — ISBN 5-7657-0156-6.
- Борисов А. Г. «Справочник строителя: полный комплекс строительных и отделочных работ для сдачи дома в эксплуатацию». — М.: «АСТ», «Астрель», 2008. — С. 93—94. — 327 с. — (Строительство и дизайн). — Доп. тираж: 4 000 экз. — ISBN 978-5-17-037842-5 (ООО «Изд-во АСТ»), 978-5-271-14158-4 (ООО «Изд-во Астрель»).